# Alain Manaranche
Pour les articles homonymes, voir Manaranche.
Alain Manaranche, est un chanteur français.

## Biographie
Alain connaît son succès en 1986 avec son titre Deux marins et moi. 
Il a enregistré 4 albums de la fin des années 1980 au milieu des années 1990, le dernier en date s'intitule Un enfant rêve et est sorti en 1995 chez Polydor. 
En 1995, il arrête le monde de la musique, devient occupant de ressources humaines dans le secteur de la restauration.
En 2016, le 1er avril, sort l'album Dans mon Palais.

## Discographie

### Albums
- 1989 - Les mots dits
- 1990 - Sentiment
- 1992 - Dans le vent
- 1995 - Un enfant rêve
- 2016 - Dans mon Palais